# Michele Brown
Michele Mary Mason-Brown, avstralska atletinja, * 3. julij 1939.
Nastopila je na poletnih olimpijskih igrah v letih 1956 in 1964, ko je osvojila naslov olimpijske podprvakinje v skoku v višino, leta 1956 pa šesto mesto. Na igrah britanskega imperija je osvojila dve zlati in bronasto medaljo.